# Stamnodes cassinoi
Stamnodes cassinoi là một loài bướm đêm trong họ Geometridae.